# Liste von Materia Medica der traditionellen Medizin der Dai
Dies ist eine Liste von Materiae medicae der traditionellen Medizin der Dai, die in China vor allem im Autonomen Bezirk Xishuangbanna der Dai-Nationalität sowie im  Autonomen Bezirk Dehong der Dai- und der Jingpo-Nationalität in der südwestchinesischen Provinz Yunnan leben. Die traditionelle Materia medica der Dai gehört zu den ältesten traditionellen Medizinsystemen in China und über sie wird bereits auf 2500 Jahre alten Palmblatt-Manuskripten berichtet.
Ein wichtiges Sammelwerk ist das Xishuangbanna Daiyao zhi (Bericht über die Materia medica der Dai-Nationalität in Xishuangbanna), worin fünfhundertzwanzig Materiae medicae verzeichnet sind.
Die Angaben erfolgen in mit chinesischen Schriftzeichen geschriebenem Dai, in Pinyin-Schreibung und in chinesischen Kurzzeichen:

## Übersicht
Quellen: cintcm.com, tcm-resources.com
- Pahudia xylocarpa (Ma Ga He Han 麻嘎喝罕 [Mianqie] （缅茄）)
- Hodgsonia macrocarpa (Ma Jing 麻景 [Yaogu]（油瓜）)
- Mangifera indica (Ma Mang 缅茄麻芒 [Mango]（芒果）)
- Digitaria sanguinalis (Ya Yong 牙勇[Matang]（马唐）)
- Dracontomelon dao (Ge Ma Kou La 哥麻口拉 [Renmianguo]（人面果）)
- (Ge Dan 哥丹 [Tangzong]（糖棕）)
- Cordyline fruticosa (Ya Zu Ma 牙竹麻 [Zhujiao]（朱蕉）)
- Dracaena cinnabari oder Dracaena dracol (Mai Ga Sai 埋嘎筛 [Longxueshu]（龙血树）)

## Gesundheitshinweis
Einige der Materiae medicae sind toxisch.